# Teeks
Teeks, pseudonimo di Te Karehana Gardiner-Toi (Northland, 26 ottobre 1993), è un cantante neozelandese.

## Biografia
Cresciuto con la figura paterna a Hokianga dell'Isola del Nord, è salito alla ribalta nel 2017 con l'uscita del primo EP The Grapefruit Skies EP, classificatosi 10º nelle Official Aotearoa Music Charts, che ai New Zealand Music Awards, i principali premi musicali della nazione, ha conferito all'artista il premio di miglior artista māori su tre nomination ricevute. Il progetto è anche platino per le 15 000 unità equivalenti accumulate.
Tre anni dopo è stato presentato il singolo First Time, che ha trovato particolare successo in Sudafrica, dove ha raggiunto la top five della relativa hit parade. Il pezzo è incluso nel primo album in studio Something to Feel, numero uno in Nuova Zelanda e promosso da una tournée, che gli ha fruttato una certificazione di doppio platino per le 30 000 unità e la statuetta come Best New Zealand Act agli MTV Europe Music Awards, nonché tre vittorie su cinque candidature alla gala di premiazione istituita dalla Recorded Music NZ. La stessa organizzazione gli ha assegnato quattro certificazioni d'oro e di platino per le singole tracce, per un totale di 180 000 unità complessive.

## Discografia

### Album in studio
- 2021 – Something to Feel

### EP
- 2017 – The Grapefruit Skies EP

### Singoli
- 2019 – Whakaaria mai (How Great Thou Art) (con Hollie Smith)
- 2019 – E kore rawa e wehe/Never Be Apart
- 2020 – Without You
- 2020 – Remember Me
- 2021 – First Time
- 2021 – I Can't Make You Love Me
- 2021 – Oil & Water
- 2022 – Live Stream (con IIIBaz, Melodownz e Raiza Biza)
- 2024 – Red Light